# Гембицькі

Герб Наленч.

Гембицькі (чи Ґембіцькі, пол. Gembicki, Gembiccy) — польські шляхетські роди гербів Наленч, Нечуя.

## ГербуНаленч
Походить з Великопольщі. Перша згадка — привілей великопольського князя Мечислава від 1192 року, за яким Миколай, граф з Члопи, отримав у власність село Гамбіце (пол. Gambice). Нащадки Миколая стали писатися Гамбицькими, а згодом — Гембицькими.

### Представники
- Вшебур з Гембіц — підловчий гнезненський у 1367 році

- Анджей
  - Валентій, дружина Ядвіга Вилежинська
    - Войцех, дружина Ядвіга Хлебовська
      - Павел, перша дружина — Анна Ловенцька чи Нінінська гербу Наленч, друга — Регіна Скшетуська.
        - Лаврентій (Вавжинець) (1559–1624) — великий канцлер коронний (1609–1613), гнезненський архієпископ і примас Польщі (1616–1624)
        - Регіна

      - Пйотр, другий син Войцеха, дружина — Дорота Нінінська з Ловенцина
        - Ян (пом. 1602)- підчаший познанський, дружина — Катажина Целецька, мав 6 синів, доньку
          - Петро (Пйотр) (1585[2]–1657) — великий канцлер коронний (1638–1643), краківський єпископ (1643–1657).
          - Андрій (Анджей)[3] — луцький латинський єпископ
          - Ян — канонік гнезненський, краківський
          - Стефан — ленчицький воєвода
            - Вавжинець — краківський канонік РКЦ

          - Кшиштоф
          - Бонавентура

- Анджей (Андрій) — підкоморій познанський

## Гербу Нечуя
Представлені «на Русі». За К. Несецьким, родичі Куропатницьких.

### Представники
- Мацей з Куропатників — войський жидачівський (1523), посідач Перегінська (1540)
  - Ян
    - Станіслав
    - Евстахій